# Tencent Video
Tencent Video (chinês simplificado: 腾讯视频, pinyin: Téngxùn Shìpín) é um site de streaming de vídeo chinês de propriedade da Tencent. Em março de 2019, tinha mais de 900 milhões de usuários ativos mensais móveis e 89 milhões de assinantes. A versão internacional da Tencent Video é a WeTV, lançada em 2018.
Em abril de 2011, o Tencent Video foi lançado oficialmente com um domínio independente. O Tencent Video oferece suporte a vídeo on-demand e transmissões de televisão e fornece gerenciamento de lista, amplificação de volume de vídeo, ajuste de qualidade de cor e outros serviços funcionais.
A estratégia da Tencent Video concentra-se no desenvolvimento de conteúdo original e no apoio a programas originais, drama caseiro, microfilme e concurso de curta-metragem e plano de apoio.
Em julho de 2017, a Tencent Video começou a apresentar conteúdo de vídeo no maior fabricante de televisão chinesa, TCL.
Em outubro de 2017, a receita da Tencent Video era de CNY 65,2 bilhões (US$ 9,87 bilhões). Em setembro de 2017, o Tencent Video era um dos oito aplicativos chineses entre os 30 principais aplicativos móveis com a maior receita na App Store e Google Play Stores. Em outubro de 2017, o Tencent Video classificou-se entre os 15 melhores aplicativos com a maior receita mensal consolidada global. A Tencent Video também ficou em primeiro lugar em receita de aplicativos de entretenimento iOS na China em outubro de 2017.

## Eventos
- Junho de 2011, o canal de documentários Tencent Video foi lançado oficialmente.[4]
- Agosto de 2012, a Tencent Video atingiu 200 milhões de transmissões médias diárias.
- 17 de abril de 2013, o primeiro drama britânico da Tencent Video "Happy Lovers" foi transmitido de forma independente em seu site.[5]
- 27 de abril de 2013, a Tencent Video chegou a um acordo com seis grandes produtoras, incluindo BBC Worldwide, ITV Studios, Fremantle, All3Media International e Endemol.[6]
- 3 de junho de 2013, foi lançado o canal de televisão britânico da Tencent Video, que foi a primeira plataforma de transmissão de drama britânico da China.[7]